# San Carlos del Zulia
San Carlos del Zulia − miasto w Wenezueli, w stanie Zulia, siedziba gminy Colón. Liczy 91 052 mieszkańców.